# Riesenhirschknochen der Einhornhöhle

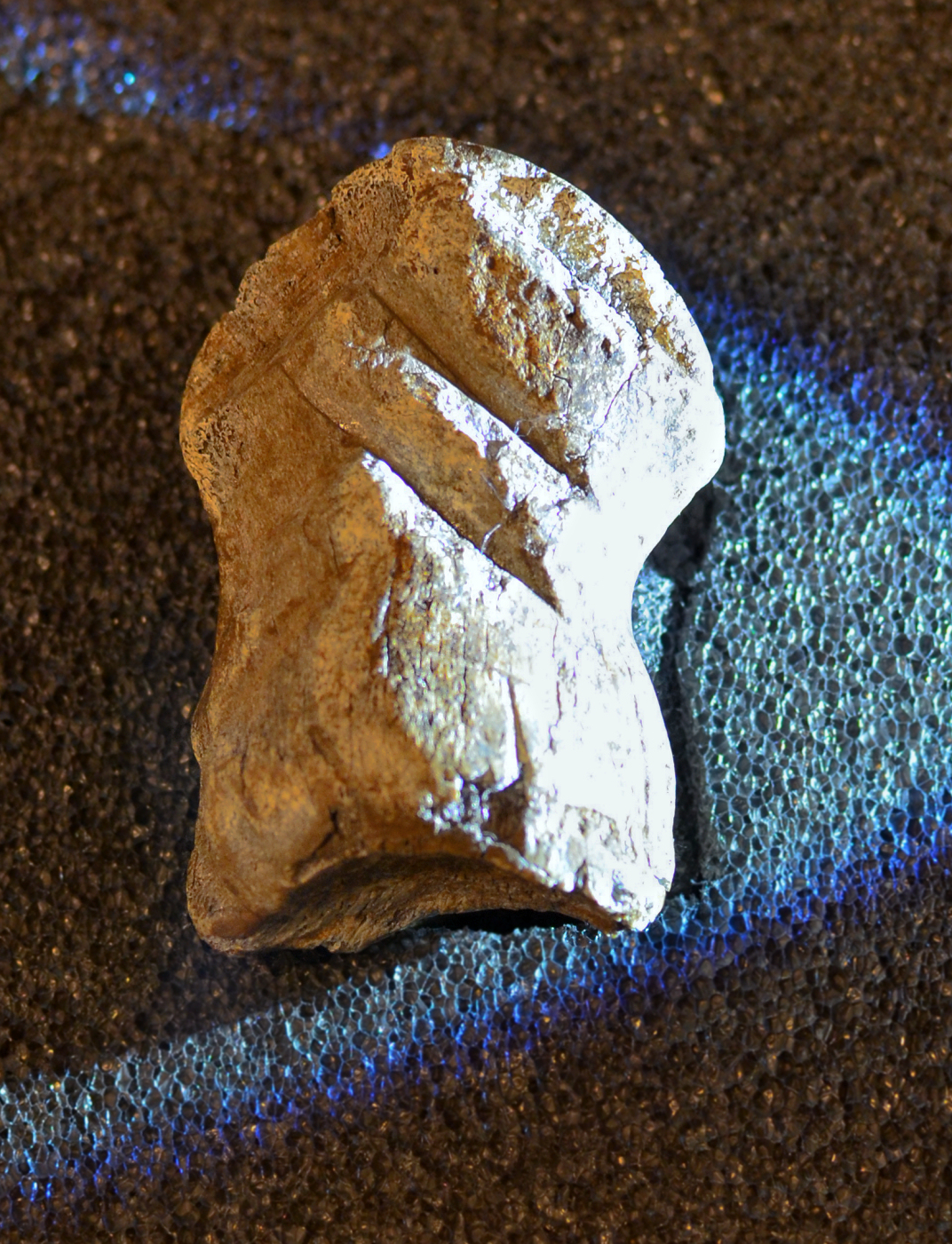
Der verzierte Riesenhirschknochen aus der Einhornhöhle

Der verzierte Riesenhirschknochen der Einhornhöhle ist ein aus dem Mittelpaläolithikum stammendes Artefakt des Neandertalers. Die Verzierung auf dem Knochen wurde vor etwa 51.000 Jahren in der Epoche des Moustérien gefertigt. Archäologen entdeckten das Knochenstück im Jahr 2020 bei Ausgrabungen an der Einhornhöhle im Harz. Es ist das älteste verzierte Objekt, das bisher in Niedersachsen gefunden wurde.

## Fundort
Die bei Scharzfeld gelegene Einhornhöhle gilt als Schlüsselfundplatz für die Erforschung des Neandertalers in Norddeutschland. Seit 2014 führen dort Archäologen des Niedersächsischen Landesamtes für Denkmalpflege mit der Gesellschaft Unicornu fossile als Betreiberverein der Einhornhöhle Ausgrabungen durch. Sie erfolgen im Jacob Friesen-Gang, in dem bereits in den 1980er Jahren hunderte Steinartefakte des Neandertalers geborgen worden waren. Der Gang führt zu einem verschütteten Höhleneingang, an dem ebenfalls ausgegraben wird. Sein Eingangsportal ist vor etwa 10.000 Jahren eingestürzt. Geschützt unter dem Deckenversturz aus Stein- und Erdmaterial lag das Knochenartefakt in einer gut erhaltenen Kulturschicht des Neandertalers inmitten von Jagdbeuteresten.

## Beschreibung
Das Fundstück ist ein etwa sechs Zentimeter langer, vier Zentimeter breiter und drei Zentimeter dicker Zehenknochen eines Riesenhirsches. Auf einer Seite weist er ein winkelartiges Linienmuster aus sechs Gravierungen auf, die bis zu drei Zentimeter lang sind. Im unteren Bereich ist ein weiteres Muster aus vier kurzen Gravierungen eingearbeitet worden. Der Knochen kann senkrecht aufgestellt werden. Untersuchungen mittels der 3D-Mikroskopie ergaben, dass es sich nicht um Schlachtspuren, sondern um intentionell eingearbeitete Kerben handelt. Eine Datierung des Knochens mit der Radiokarbonmethode ergab ein Alter von rund 51.000 Jahren.

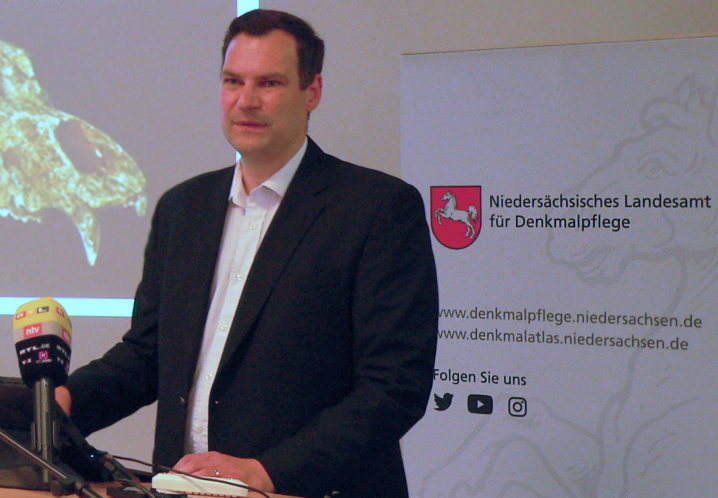
Der Ausgrabungsleiter der Einhornhöhle Dirk Leder vom Niedersächsischen Landesamt für Denkmalpflege

Die Forscher gehen davon aus, dass der Neandertaler für seine Gravur bewusst Knochen des Riesenhirsches ausgewählt hat, weil dieser ein imposantes Tier mit einem fast vier Meter breiten Geweih war. Um den Aufwand für die Gravur zu ermitteln, betrieben die Forscher experimentelle Archäologie am Fußknochen eines heutigen Rindes, der mit dem des Riesenhirsches vergleichbar ist. Sie ergaben, dass der Knochen zunächst gekocht werden musste, um in der aufgeweichten Knochenoberfläche Gravierungen mit Steingeräten vornehmen zu können. Das habe bei dem Muster rund 1,5 Stunden in Anspruch genommen.
An dem Forschungsprojekt waren das Niedersächsische Landesamt für Denkmalpflege, die Universität Göttingen, die Technische Universität Braunschweig, die Universitäten Kiel und Tübingen sowie die Freie Universität Berlin beteiligt. Die Forschungen wurden vom Niedersächsischen Ministerium für Wissenschaft und Kultur im Rahmen des Programms „PRO Niedersachsen“ gefördert.

## Bewertung
Das verzierte Knochenstück ist etwa 10.000 Jahre älter als bisherige Funde der jungpaläolithischen Kleinkunst, wie die Venus vom Hohlefels. Diese Kunst stammt vom anatomisch modernen Menschen, der erst vor etwa 40.000 Jahren nach Mitteleuropa kam.
Laut Thomas Terberger vom Niedersächsischen Landesamt für Denkmalpflege und vom Seminar für Ur- und Frühgeschichte der Universität Göttingen zeige das Fundstück, dass die Neandertaler vor Ankunft der modernen Menschen in Europa aufwendig zu erstellende Zeichen erzeugten, was auf erhebliche kognitive Fähigkeiten schließen lässt. Das bearbeitete Knochenstück spreche für die kreative Schaffenskraft des Neandertalers und dass er mindestens über Symbole kommunizierte. Es sei ein Hinweis darauf, dass der Neandertaler ein ästhetisches Empfinden hatte. Terberger hält den Knochen aus der Einhornhöhle für ein herausragendes Zeugnis aus der Zeit des Neandertalers in Niedersachsen und für einen der bedeutendsten Funde aus der Zeit des Neandertalers in Mitteleuropa. Die Paläontologin Silvia Bello vom Londoner Natural History Museum sieht in dem Fund eine der komplexesten künstlerischen Ausdrucksformen von Neandertalern.